# 30440 Ларрі
30440 Ларрі (30440 Larry) — астероїд головного поясу, відкритий 22 червня 2000 року.
Тіссеранів параметр щодо Юпітера — 3,223.